# Blassuhu
Der Blassuhu (Ketupa lactea, Synonym: Bubo lacteus), auch Milchuhu genannt, ist eine in Afrika weit verbreitete Fischuhu-Art. Er kommt in sogenannten Galeriewäldern, Waldgebieten mit Lichtungen sowie dünn bewaldeten Savannen vor.
Er erreicht eine Körpergröße von 53 bis 61 cm und hat einen deutlich rundlichen Kopf. Das Obergefieder ist bräunlich. Eine Besonderheit sind die rosafarbenen Augenlider.
Zu seinen Beutetieren gehören Perlhühner, Felsenratten, Schliefer, Igel, Frankoline, Mäuse, Schlangen und Flughunde.
Der Blassuhu nistet gewöhnlich in den Horsten von Greifvögeln. Er nimmt auch die Nester des Hammerkopfs als Nistgelegenheit an. Nur gelegentlich nistet er auch in Baumhöhlen.
Die Brutzeit fällt in die afrikanische Trockenzeit, das Gelege besteht aus ein bis drei Eiern.